# Herb Lubawki
Herb Lubawki – jeden z symboli miasta Lubawka i gminy Lubawka w postaci herbu.

## Wygląd i symbolika
Herb przedstawia na srebrnej tarczy herbowej okrągłą złotą basztę przykrytą brązowym hełmem z sygnaturką. W hełmie widnieje małe okienko. Po obu stronach baszty umieszczone są dwa zielone drzewa iglaste. W podstawie herbu umieszczona jest niebieska woda, w której płynie srebrny pstrąg - pamiątka wielkiej powodzi w przeszłości miasta. 

## Historia
Główny motyw herbowy – wieża z rybą – znany jest od XVII wieku. Stosowano również herb z kwiatami róży po obu stronach wieży lub bez motywów roślinnych.